# Andreas Malin
Andreas Malin (ur. 31 stycznia 1994 w Feldkirch) – liechtensteiński piłkarz austriackiego pochodzenia grający na pozycji środkowego obrońcy. W sezonie 2020/2021 występuje w klubie FC Dornbirn.

## Kariera juniorska
Malin grał jako junior w SC Göfis (2002–2008) i w AKA Vorarlberg (2008–2012).

## Kariera seniorska

### FC Dornbirn
Malin przeniósł się do FC Dornbirn 11 lipca 2012 roku. Zadebiutował dla tego klubu 28 lipca 2012 roku w meczu z TSV McDonald's St. Johann (przeg. 0:2). W pierwszym sezonie gry dla tego zespołu zawodnik ten wystąpił w jego barwach w 22 spotkaniach, nie zdobywając żadnej bramki.
Malin ponownie trafił do FC Dornbirn 1 lipca 2016 roku. Pierwszego gola strzelił on 12 sierpnia 2016 roku w meczu z SC Schwaz (1:1). Do 21 maja 2015 roku piłkarz ten wystąpił dla tego klubu w 96 spotkaniach, zdobywając 9 bramek.

### Schwarz-Weiß Bregenz
Malin podpisał kontrakt z Schwarz-Weiß Bregenz 11 lipca 2013 roku. Debiut dla tego klubu zaliczył on dzień później w przegranym 0:4 spotkaniu przeciwko SV Ried. Łącznie dla Schwarz-Weiß Bregenz zawodnik ten rozegrał 23 mecze, nie strzelając żadnego gola.

### USV Eschen/Mauren
Malin przeniósł się do USV Eschen/Mauren 16 lipca 2014 roku. Zadebiutował dla tego klubu 9 sierpnia 2014 roku w meczu z FC Mendrisio (wyg. 4:0). Premierową bramkę zawodnik ten zdobył 30 maja 2015 roku w wygranym 8:0 spotkaniu przeciwko AC Taverne. Ostatecznie w barwach USV Eschen/Mauren piłkarz ten rozegrał 40 meczów, strzelając jednego gola.

## Kariera reprezentacyjna
Malin grał w reprezentacji Liechtensteinu U-21. Wystąpił w jej barwach 17 razy, nie zdobywając żadnej bramki. Dla seniorskiej reprezentacji Liechtensteinu Malin rozegrał 27 meczów, nie strzelając żadnego gola.

## Sukcesy
Sukcesy w karierze klubowej:
- zachodnia liga regionalna (Austria) – 1x, z FC Dornbirn, sezon 2018/2019
- VFV Cup – 1x, z FC Dornbirn, sezon 2018/2019